# Szikahoch
Szikahoch – wieś w Armenii, w prowincji Sjunik. W 2011 roku liczyła 229 mieszkańców.